# 大橋理一郎
大橋 理一郎（おおはし りいちろう、1889年 <明治22年> 10月5日 - 1981年 <昭和56年> 2月27日）は、日本の経営者。蝶理社長を務めた。位階は正五位。京都府京都市出身。

## 経歴・人物
1909年に京都府立第一中学校を卒業し、同年に大橋商店に入社。1948年に蝶理社長に就任し、1958年5月には会長に就任。1959年9月から1960年5月までに再び社長を務めた。家政学園理事長も務めた。
1944年に紺綬褒章を受章し、1966年4月に勲三等瑞宝章を受章。
1981年2月27日、老衰のために死去。81歳没。死没日付をもって正五位に叙された。